# ويكيبيديا المصرية
ويكيبيديا المصرية (باللهجة المصرية: ويكيپيديا مصرى) هي نسخة ويكيبيديا المكتوبة باللهجة المصرية، وهذه النسخة موجهة للهجة المصرية وكل من يفهمها بديلًا عن ويكيبيديا العربية. زاد عدد مقالاتها في يوليو 2015 عن 14.000 مقالة، والآن في ويكيبيديا المصرية 1٬627٬727 مقالة. للويكيبيديا المصرية رابع أقل مؤشر عمق (يقيس الجودة) في كل لغات ويكيبيديا.

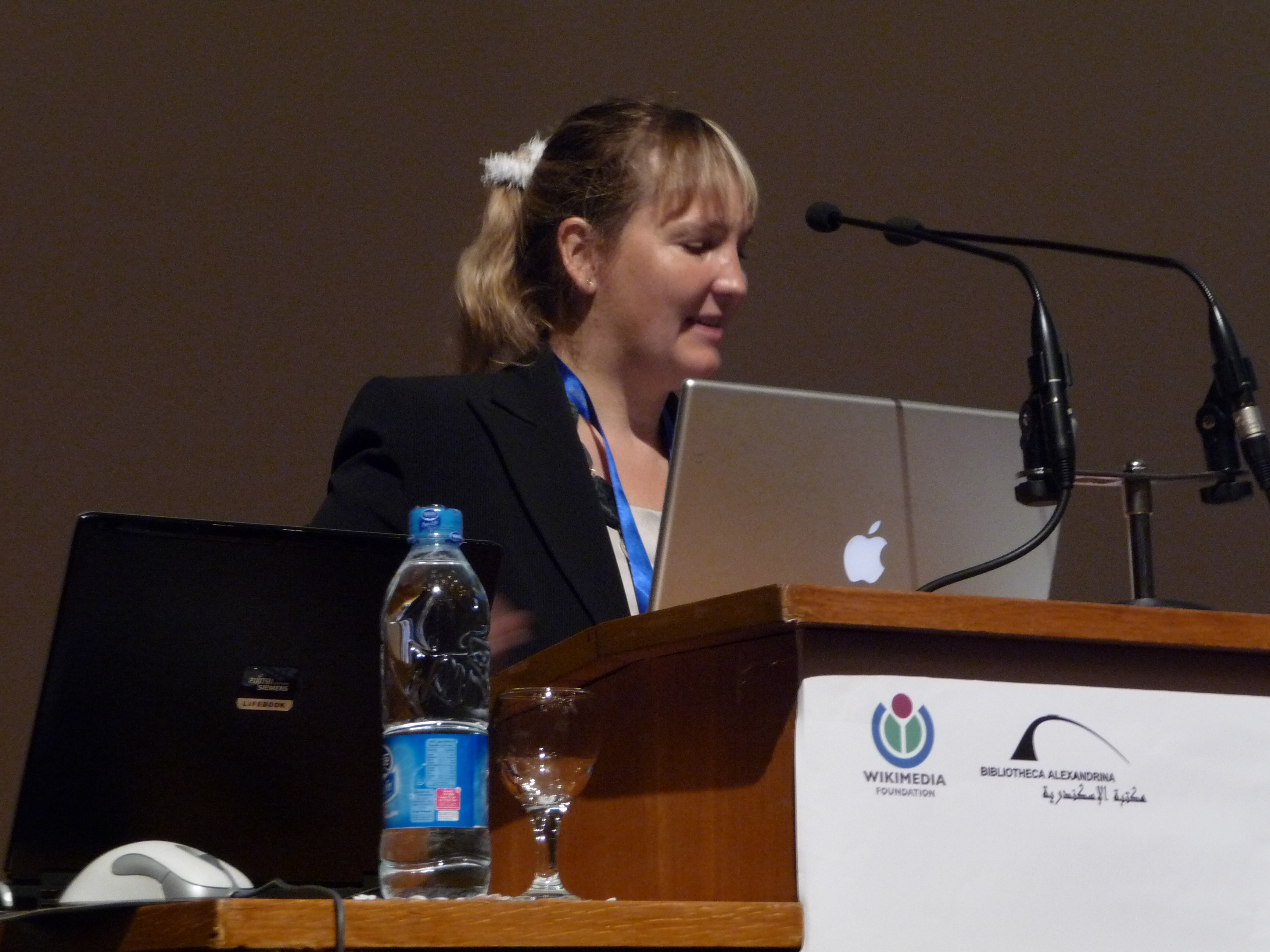
فلورنس ديفوار رئيسة مؤسسة ويكيميديا سابقًا تعلن الموافقة على إنشاء ويكيبيديا المصرية بمكتبة الإسكندرية عام 2008

## التاريخ
طبقًا لقواعد مؤسسة ويكيميديا المسؤولة عن إدارة مواقع الويكي المختلفة، يحق لأي شخص التقدم بطلب إلى مؤسسة ويكيميديا لإنشاء نسخ جديدة من ويكيبيديا بلغات مختلفة، فيُقَدَّم الطلب إلى الميتا وبعد الموافقة عليه تُنشأ نسخة تجريبية لنظام إدارة محتواه بويكي الحاضنة (بالإنجليزية: Incubator) وهي الويكي المختصة بإدارة النسخة التجريبية من اللغة قبل نشرها ومن ثم اعتمادها. لا شرط يمنع من إنشاء أي لغة مهما كانت، ولو لغة أو لهجة محلية ما دام الأيزو يعتمدها. وإن كانت اللغة غير معتمدة فإن الحاضنة ستساعد مقدم الطلب في طلبه لدى الآيزو لاستخراج يونيكود للغته، وقد أعطيت اللهجة المصرية الرّمز arz رمزًا للآيزو. اقترح مُستخدم باسم Ghaly فكرة النسخة المصرية في مارس 2008 على الميتا، وبدأت بويكي الحاضنة في أبريل 2008، وقد وُوفق عليها في يوليو 2008 في مؤتمر ويكيمانيا 2008 بالإسكندرية على لسان فلورنس ديفوار رئيسة مؤسسة ويكيميديا آنذاك. وبدأ الموقع رسميًّا في نوفمبر 2008.

### البداية
الفكرة المعلنة وراء إنشاء ويكيبيديا المصرية هي الحصول على موسوعة مكتوبة باللهجة التي يستخدمها المصريون في حياتهم اليومية. فيدعي مؤسسوها أن هذا أسهل بكثير على المصريين لقراءة وتشجيع المزيد من المصريين على المساهمة في ويكيبيديا.
صرح الدكتور إيفان بانوفيتش، مؤلف كتاب «The Beginnings of Wikipedia Masry» بأنه "من الواضح أن المصريين الويكيبيديين المؤسسين هُم من أنصار القومية الإقليمية المصرية أي النوع الذي يميز نفسه عن القومية العربية أو الإسلامية، ويسعى إلى تكوين هوية مصرية على وجه التحديد" وجادل بأن الويكيبيديين المصريين "يتبنون ويروجون لبعض الأفكار الراديكالية وحتى الخاطئة حول اللغة". ولأن غالي، مؤسس ونواه ويكيبيديا مصري، مسيحي، فقد صرح بانوفيتش بأنه "بالحكم على مساهماتهم وصفحات مستخدمي ويكيبيديا مصري" ، فإن العديد من المعنيين هم مسيحيون أيضًا ؛ صرح بانوفيتش بأن مجموعات الأقليات تميل إلى أن تكون أكثر نشاطًا في سياسات الهوية.
اعتبارًا من أغسطس 2019، تضم ويكيبيديا مصري أكثر من 20,000 مقالة وتستمر في النمو. في 28 يوليو / تموز 2020، أصبحت ويكيبيديا مصري هي الثامنة عشرة من ويكيبيديا التي تضم أكثر من مليون مقال.

### مراحل التطور
- 30 مارس 2008: اقتراح النسخة المصرية (ويكيبيديا مصري) ووضعها على الميتا.
- 2 أبريل 2008: بداية ويكيبيديا مصري في الحاضنة (Incubator).
- 23 يوليو 2008: عقد مؤتمر ويكيمانيا في الإسكندرية حيث ووفق عليها.[11]
- 24 نوفمبـر 2008: بداية الموقع رسميًّا.[12][13]
- 6 ديسمبر 2008: تخطي ويكيبيديا المصرية 100 مقالة.[12]
- 21 ديسمبر 2008: تخطي ويكيبيديا المصرية 200 مقالة.[12]
- 22 يناير 2009: تخطي ويكيبيديا المصرية 500 مقالة.[14]
- 31 يناير 2009: تخطي ويكيبيديا المصرية 1,000 مقالة.[14]
- 14 مارس 2009: تخطي ويكيبيديا المصرية 2,000 مقالة.[15]
- 7 يونيو 2009: تخطي ويكيبيديا المصرية 3,000 مقالة.[16]
- 6 ديسمبر 2009: تخطي ويكيبيديا المصرية 4,000 مقالة.[17]
- 7 مارس 2010: تخطي ويكيبيديا المصرية 5,000 مقالة.[18]
- 5 مارس 2013: تخطي ويكيبيديا المصرية 10,000 مقالة.[19]
- 6 يناير 2020: تخطي ويكيبيديا المصرية 50,000 مقالة.[20]
- 1 فبراير 2020: تخطي ويكيبيديا المصرية 100,000 مقالة.[21]
- 2 مارس 2020: تخطي ويكيبيديا المصرية 150,000 مقالة.[22]
- 18 مارس 2020: تخطي ويكيبيديا المصرية 200,000 مقالة.[22]
- 8 أبريل 2020: تخطي ويكيبيديا المصرية 300,000 مقالة.[23]
- 26 أبريل 2020: تخطي ويكيبيديا المصرية 400,000 مقالة.[23]
- 11 مايو 2020: تخطي ويكيبيديا المصرية 500,000 مقالة.[24]
- 8 يونيو 2020: تخطي ويكيبيديا المصرية 600,000 مقالة.[25]
- 19 يونيو 2020: تخطي ويكيبيديا المصرية 700,000 مقالة.[25]
- 27 يونيو 2020: تخطي ويكيبيديا المصرية 800,000 مقالة.[25]
- 11 يوليو 2020: تخطي ويكيبيديا المصرية 900,000 مقالة.[26]
- 28 يوليو 2020: تخطي ويكيبيديا المصرية مليون مقالة.[26]
- 26 ديسمبر 2021: تخطي ويكيبيديا المصرية 1,500,000 مقالة.[27]
- حاليًّا: تحوي ويكيبيديا المصرية 1٬627٬727 مقالة.

## طريقة الكتابة
تكتب المقالات باللهجة المصرية بحروف عربية وتوجد مقالات مكتوبة بحروف لاتينية، ومع أن اللهجة المصرية لهجة غير مكتوبة بالأساس ولا قواعد واضحة لها في الكتابة إلا أن القائمين على ويكيبيديا المصرية[من؟] يحاولون إيجاد طريقة كتابة موحدة.[بحاجة لمصدر]

## وصلات خارجية
- ويكيبيديا مصري